# Halové mistrovství světa v atletice 1991

Hala Palacio Municipal de Deporte, dějiště HMS 1991

3. halové mistrovství světa v atletice se konalo ve dnech 8. – 10. března 1991 ve španělské Seville, v hale Palacio Municipal de Deportes San Pablo. Na programu bylo dohromady 26 disciplín (14 mužských a 12 ženských), kterých se zúčastnilo 531 atletů a atletek z 82 států světa.
Na programu byla poprvé mužská a ženská štafeta na 4 × 400 metrů. Premiérově se uskutečnil také ženský trojskok, byť jen jako ukázková disciplína. Vítězkou se stala Inessa Kravecová (14,44 m).

## Československá účast
Československo na tomto šampionátu reprezentovalo 16 atletů (7 mužů a 9 žen).

## Medailisté

### Muži
| Soutěž            | Zlato                                                                    | Stříbro                                                             | Bronz                                                                   |
| ----------------- | ------------------------------------------------------------------------ | ------------------------------------------------------------------- | ----------------------------------------------------------------------- |
| 60 m              | Andre Cason 6,54                                                         | Linford Christie 6,55                                               | Chidi Imoh 6,60                                                         |
| 200 m             | Nikolaj Antonov 20,67                                                    | Linford Christie 20,72                                              | Ade Mafe 20,92                                                          |
| 400 m             | Devon Morris 46,17                                                       | Samson Kitur 46,21                                                  | Cayetano Cornet 46,52                                                   |
| 800 m             | Paul Ereng 1:47,08                                                       | Tomás de Teresa 1:47,82                                             | Simon Hoogewerf 1:47,88                                                 |
| 1500 m            | Noureddine Morceli 3:41,57                                               | Fermín Cacho 3:42,68                                                | Mário Silva 3:43,85                                                     |
| 3000 m            | Frank O'Mara 7:41,14                                                     | Hammou Boutayeb 7:43,64                                             | Rob Denmark 7:43,90                                                     |
| 60 m př.          | Greg Foster 7,45                                                         | Igors Kazanovs 7,47                                                 | Mark McKoy 7,49                                                         |
| Štafeta 4 × 400 m | Německo 3:03,05 Rico Lieder Jens Carlowitz Karsten Just Thomas Schönlebe | USA 3:03,24 Raymond Pierre Chip Jenkins Andrew Valmon Antonio McKay | Itálie 3:05,51 Marco Vaccari Vito Petrella Alessandro Aimar Andrea Nuti |
| Chůze na 5 km     | Michail Ščennikov 18:23,55                                               | Giovanni De Benedictis 18:23,60                                     | Franc Kosťukevič 18:47,05                                               |
| Skok do výšky     | Hollis Conway 2,40 m                                                     | Artur Partyka 2,37 m                                                | Javier Sotomayor 2,31 m Alexej Jemelin 2,31 m                           |
| Skok o tyči       | Sergej Bubka 6,00 m                                                      | Viktor Ryženkov 5,80 m                                              | Ferenc Salbert 5,70 m                                                   |
| Skok daleký       | Dietmar Haaf 8,15 m                                                      | Jaime Jefferson 8,04 m                                              | Giovanni Evangelisti 7,93 m                                             |
| Trojskok          | Igor Lapšin 17,31 m                                                      | Leonid Vološin 17,04 m                                              | Tord Henriksson 16,80 m                                                 |
| Vrh koulí         | Werner Günthör 21,17 m                                                   | Klaus Bodenmüller 20,42 m                                           | Ron Backes 20,06 m                                                      |

### Ženy
| Soutěž            | Zlato                                                                                     | Stříbro                                                                                              | Bronz                                                                          |
| ----------------- | ----------------------------------------------------------------------------------------- | --- | ------------------------------------------------------------------------------ |
| 60 m              | Irina Sergejevová 7,02                                                                    | Merlene Otteyová 7,08                                                                                | Liliana Allenová 7,12                                                          |
| 200 m             | Merlene Otteyová 22,24                                                                    | Irina Sergejevová 22,41                                                                              | Grit Breuerová 22,58                                                           |
| 400 m             | Diane Dixonová 50,64                                                                      | Sandra Myersová 50,99                                                                                | Anita Prottiová 51,41                                                          |
| 800 m             | Christine Wachtelová 2:01,51                                                              | Violeta Becleaová 2:01,75                                                                            | Ella Kovacsová 2:01,79                                                         |
| 1500 m            | Ljudmila Rogačovová 4:05,09                                                               | Ivana Kubešová 4:06,22                                                                               | Tudorita Chiduová 4.06,27                                                      |
| 3000 m            | Marie-Pierre Durosová 8:50,69                                                             | Margareta Keszegová 8:51,51                                                                          | Ljubov Kremljovová 8:51,90                                                     |
| 60 m př.          | Ludmila Narožilenková 7,88                                                                | Monique Éwanjé-Épée 7,90                                                                             | Aliuska Lópezová 8,03                                                          |
| Štafeta 4 × 400 m | Německo 3:27,22 Sandra Seuserová Katrin Schreiterová Annett Hesselbarthová Grit Breuerová | Sovětský svaz 3:27,95 Marina Šmoninová Ludmila Džigalovová Margarita Ponomarjovová Aelita Jurčenková | USA 3:29,00 Terri Dendyová Lillie Leatherwoodová Jearl Milesová Diane Dixonová |
| Chůze na 3 km     | Beate Andersová 11:50,90                                                                  | Kerry Saxbyová 12:03,21                                                                              | Ileana Salvadorová 12:07,67                                                    |
| Skok do výšky     | Heike Henkelová 2,00 m                                                                    | Tamara Bykovová 1,97 m                                                                               | Heike Balcková 1,94 m                                                          |
| Skok daleký       | Larisa Běrežná 6,84 m                                                                     | Heike Drechslerová 6,82 m                                                                            | Marieta Ilcuová 6,74 m                                                         |
| Vrh koulí         | Suej Sin-mej 20,54 m                                                                      | Chuang Č’-chung 20,33 m                                                                              | Natalja Lisovská 20,00 m                                                       |

## Ukázková disciplína

### Ženy
| Soutěž   | Zlato                    | Stříbro               | Bronz                     |
| -------- | ------------------------ | --------------------- | ------------------------- |
| Trojskok | Inessa Kravecová 14,44 m | Li Chuej-žung 13,98 m | Sofija Božanovová 13,62 m |

## Medailové pořadí
| Umístění | Stát           | Zlato | Stříbro | Bronz | Celkem |
| -------- | -------------- | ----- | ------- | ----- | ------ |
| 1.       | Sovětský svaz  | 7     | 6       | 5     | 18     |
| 2.       | Německo        | 6     | 1       | 2     | 9      |
| 3.       | USA            | 4     | 1       | 2     | 7      |
| 4.       | Jamajka        | 2     | 1       | 0     | 3      |
| 5.       | Francie        | 1     | 1       | 1     | 3      |
| 6.       | Čína           | 1     | 1       | 0     | 2      |
| 6.       | Keňa           | 1     | 1       | 0     | 2      |
| 8.       | Švýcarsko      | 1     | 0       | 1     | 2      |
| 9.       | Alžírsko       | 1     | 0       | 0     | 1      |
| 9.       | Bulharsko      | 1     | 0       | 0     | 1      |
| 9.       | Irsko          | 1     | 0       | 0     | 1      |
| 12.      | Španělsko      | 0     | 3       | 1     | 4      |
| 13.      | Rumunsko       | 0     | 2       | 3     | 5      |
| 14.      | Velká Británie | 0     | 2       | 2     | 4      |
| 15.      | Itálie         | 0     | 1       | 3     | 4      |
| 15.      | Kuba           | 0     | 1       | 3     | 4      |
| 17.      | Austrálie      | 0     | 1       | 0     | 1      |
| 17.      | Československo | 0     | 1       | 0     | 1      |
| 17.      | Maroko         | 0     | 1       | 0     | 1      |
| 17.      | Polsko         | 0     | 1       | 0     | 1      |
| 17.      | Rakousko       | 0     | 1       | 0     | 1      |
| 22.      | Kanada         | 0     | 0       | 2     | 2      |
| 23.      | Nigérie        | 0     | 0       | 1     | 1      |
| 23.      | Portugalsko    | 0     | 0       | 1     | 1      |
| 23.      | Švédsko        | 0     | 0       | 1     | 1      |